# Carboneras de Guadazaón (kommunhuvudort)
Carboneras de Guadazaón är en kommunhuvudort i Spanien.   Den ligger i provinsen Provincia de Cuenca och regionen Kastilien-La Mancha, i den centrala delen av landet, 170 km öster om huvudstaden Madrid. Carboneras de Guadazaón ligger 1 083 meter över havet och antalet invånare är 918.
Terrängen runt Carboneras de Guadazaón är platt åt nordväst, men åt sydost är den kuperad. Runt Carboneras de Guadazaón är det mycket glesbefolkat, med 6 invånare per kvadratkilometer. Carboneras de Guadazaón är det största samhället i trakten. Omgivningarna runt Carboneras de Guadazaón är i huvudsak ett öppet busklandskap.